# Nanna Blondell
Nanna Terese Blondell, född Olsson den 6 augusti 1986 i Matteus församling, Stockholm, är en svensk skådespelare.

## Biografi
Blondell filmdebuterade i SVT-serien Livet enligt Rosa (2005). Efter att ha arbetat en tid som programledare på TV-kanalen MTV fick hon en roll i Beck - Det tysta skriket (2006) i regi av Harald Hamrell. Hon medverkade även i den första säsongen av SVT-serien Andra avenyn.
Hon tog examen vid Stockholms dramatiska högskola 2013 med slutproduktionen Bernard-Marie Koltès Roberto Zucco i regi av Tobias Theorell. På Dramaten har hon medverkat i Mattias Anderssons The Mental States of Sweden, Jens Ohlins och Hannes Meidals Don Giovanni samt Jens Ohlins och Kristian Hallbergs Götgatan. 
Bland senare filmroller finns experiment-långfilmen Sommarstället (2013) i regi av Johan von Reybekiel och Marcus Werner Hed, som huboten Yuma i SVT-serien Äkta människor (2014) och som Ellie i SVT-serien Boys (2015). Hon har även medverkat i kortfilmer som Bahar Pars Rinkebysvenska (2015), Audition (2015) av Lovisa Sirén och Hot chicks (2016) av Ninja Thyberg samt själv skrivit och regisserat kortfilmen Noni och Elizabeth.
Blondell har även en interntionell karriär och har bland annat haft en mindre roll i Black Widow (2021) och medverkat i HBO-serien House of the Dragon (2022).

## Filmografi
- 2005 – Livet enligt Rosa (TV-serie)
- 2006 – Beck – Det tysta skriket
- 2007 – Andra avenyn (TV-serie)
- 2010 – Negerboll (kortfilm)
- 2011 – Irene Huss – I skydd av skuggorna
- 2012 – Sommarstället
- 2012 – Bokcirkeln
- 2012 – Player
- 2013–2014 – Äkta människor (TV-serie)
- 2014 – Stockholm Stories
- 2014 – Viva Hate (TV-serie)
- 2015 – Boys (TV-serie)
- 2016 – Finaste Familjen (TV-serie)
- 2019 – Den inre cirkeln (TV-serie)
- 2019 – Ture Sventon och Bermudatriangelns hemlighet (TV-serie)
- 2021 – Black Widow
- 2021 – Red Dot
- 2022 – House of the Dragon (TV-serie)

## Teater

### Roller (ej komplett)
| År   | Roll        | Produktion                                    | Regi              | Teater   |
| ---- | ----------- | --------------------------------------------- | ----------------- | -------- |
| 2013 | Medverkande | The Mental States of Sweden Mattias Andersson | Mattias Andersson | Dramaten |
| 2015 | Babs        | Götgatan Kristian Hallberg och Jens Ohlin     | Jens Ohlin        | Dramaten |
| 2018 |             | Persona, persona, persona Dimen Abdulla       | Bahar Pars        | Dramaten |